# Baia di Dallmann
La baia di Dallmann è un'ampia baia situata sulla occidentale dell'isola Brabant, una delle isole dell'arcipelago Palmer, al largo della costa nord-occidentale della Terra di Graham, in Antartide. Nella baia, che connette lo stretto di Gerlache con il canale di Schollaert, si gettano diversi ghiacciai, tra cui il Rush e lo Zlatiya.

## Storia
La baia è stata scoperta dall'esploratore tedesco Eduard Dallmann durante la sua spedizione in Antartide a bordo della Groenland, svolta dal 1873 al 1874, ed è stata così battezzata dall'istituto per l'esplorazione polare tedesco, che finanziava la spedizione di Dallmann, proprio in onore di quest'ultimo. In seguito la baia è stata più dettagliatamente mappata durante la spedizione di ricerca francese in Antartide svolta dal 1904 al 1907 al comando di Jean-Baptiste Charcot.

## Conservazione
La parte orientale della baia è stata designata come Area Specialmente Protetta dell'Antartide (codice ASPA 153).